# Shuri Koyama
Shuri Koyama (japanisch 小山 珠里 Koyama Shuri; * 24. Januar 1999 in der Präfektur Saitama) ist ein japanischer Fußballspieler.

## Karriere
Shuri Koyama erlernte das Fußballspielen in der Schulmannschaft der Seiritsu Gakuen High School sowie in der Universitätsmannschaft der Universität für Landwirtschaft und Technologie in Tokio. Seinen ersten Profivertrag unterschrieb er am 1. Februar 2021 bei Gainare Tottori. Der Verein, der in der Präfektur Tottori beheimatet ist, spielte in der dritten japanischen Liga, der J3 League. Sein Drittligadebüt gab Shuri Koyama am 28. März 2021 (3. Spieltag) im Auswärtsspiel gegen den FC Imabari. Hier wurde er in der 56. Minute für Masanobu Komaki eingewechselt. Im Juli 2022 wechselte er auf Leihbasis zum Viertligisten Mio Biwako Shiga.